# شهرستان بوزه‌تاو
شهرستان بوزه‌تاو (به ازبکی: Boʻzatov tumani، بۉزه‌تاو تومنی)(به قره‌قالپاقی: Bozataw rayonı، بوزاتاۋ رایونىُ) یک شهرستان در ازبکستان است که در جمهوری قره‌قالپاقستان واقع شده‌است. شهرستان بوزه‌تاو ۲٬۰۴۰ کیلومتر مربع مساحت و ۲۱٬۹۰۰ نفر جمعیت دارد.